# Janssen Farmacêutica

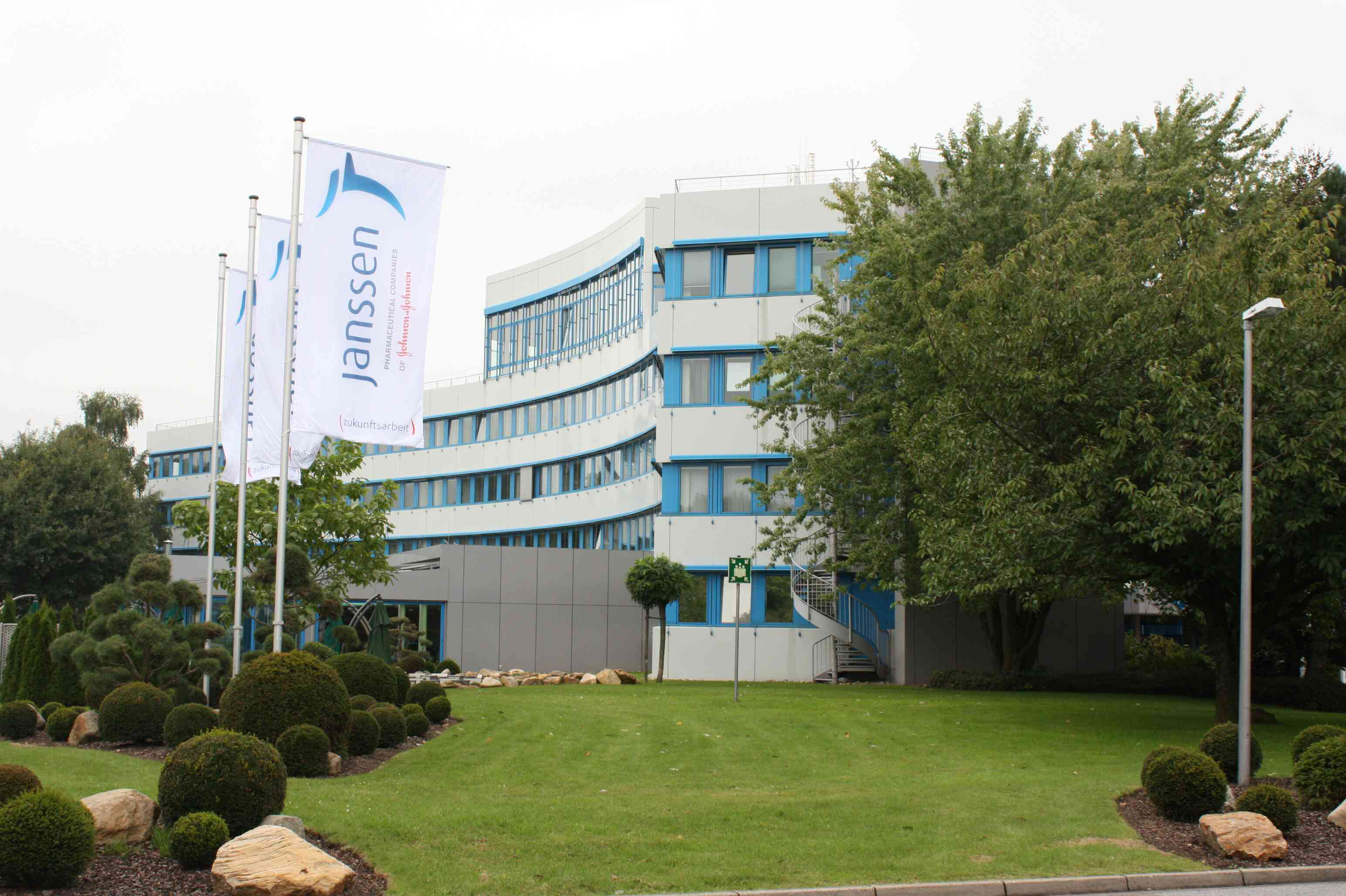
Escritório central da Janssen

Janssen-Cilag Farmacêutica, ou Janssen-Cilag na maioria dos países, agora é Johnson & Johnson Innovative Medicine.
Em fevereiro de 2021, sua vacina contra covid-19 (Ad26.COV2.S) foi uma das 10 primeiras a serem liberadas no mundo para uso emergencial.

## História
A Janssen foi fundada em 1935, mas foi durante a liderança do médico Paul Janssen, filho do fundador, que a empresa cresceu, ao iniciar programas de pesquisa e desenvolvimento de produtos originais, melhores e patenteáveis. Antes, segundo a Scielo, era uma "empresa relativamente bem-sucedida no plano comercial, mas que tinha poucas perspectivas de crescimento, sobretudo em outros mercados, uma vez que não sintetizava os medicamentos comercializados, não detinha patentes e não desenvolvia pesquisas farmacêuticas".
A companhia foi criada não como subsidiária de uma indústria química, mas tão-somente com o objetivo de se dedicar à pesquisa farmacológica. O objetivo único, segundo a empresa, tem sido sempre o contínuo desenvolvimento de melhores drogas que contribuam para melhorar a qualidade de vida das pessoas.
Em 1961, a Janssen Farmacêutica uniu-se ao grupo empresarial Johnson & Johnson. Com pesquisas e centros de desenvolvimento em praticamente todo o mundo, a Johnson & Johnson Pharmaceutical Research Development (JJPRD) conduz estudos e pesquisas num amplo espectro de desordens humanas, incluindo insanidade mental, desordens neurológicas, desordens do trato gastrointestinal, infecções fúngicas, alergias e cânceres e ainda em anestesia e analgesia. 
Em setembro de 2023, a Johnson & Johnson tomou a decisão de unificar os seus segmentos de negócios para se concentrar exclusivamente na atenção da saúde. Esta decisão marcou a mudança da marca Janssen para Johnson & Johnson Innovative Medicine.

### Áreas de atuação
A Jonhson & Johnson Innovative Medicine atua nestas áreas: Cardiovascular, Imunologia, Neurociências e Oncologia. 

### Polêmica
Em 2013 a empresa foi obrigada a pagar uma multa de 2,2 bilhões de dólares por promover ilegalmente o antipsicótico Risperdal para adultos mais velhos, crianças e pessoas com deficiências de desenvolvimento. No acordo também foram resolvidas questões sobre a promoção indevida de dois outros medicamentos, o medicamento para insuficiência cardíaca Natrecor e o antipsicótico Invega. 

### Vacina covid-19
Em 27 de fevereiro, a FDA anunciou que tinha liberado a vacina da Janssen (Ad26.COV2.S) para uso emergencial em adultos nos Estados Unidos. A empresa, portanto, foi uma das pioneiras - uma das 10 primeiras - a ter uma vacina covid-19 liberada no mundo. 

## Medicamentos desenvolvidos
Alguns dos medicamentos desenvolvidos pela Jannsen estão abaixo, mas a lista completa pode ser acessada aqui: 
| R-código | Nome                  | Nome reduzido     | Sintetizado | Comercializado |
| R5       | ambucetamida          | Neomeritina       | 1953        | 1955           |
| R516     | cinarizina            | Stugeron          | 1955        | 1958           |
| R1625    | haloperidol           | Haldol            | 1958        | 1959           |
| R2498    | trifluperidol         | Triperidol        | 1959        | 1961           |
| R4263    | fentanil              | Fentanil          | 1960        | 1963           |
| R4584    | benperidol            | Frenactil         | 1961        | 1965           |
| R4749    | droperidol            | Deidrobenzperidol | 1961        | 1963           |
| R6238    | pimozida              | Orap              | 1963        | 1970           |
| R13672   | haloperidol decanoato | Haldol decanoas   | 1967        | 1981           |
| R14889   | miconazol nitrato     | Daktarin          | 1967        | 1971           |
| R14950   | flunarizina           | Sibelium          | 1967        | 1977           |
| R16659   | etomidato             | Hypnomidato       | 1964        | 1977           |
| R17635   | mebendazol            | Vermox            | 1968        | 1972           |
| R18553   | loperamida            | Imodium           | 1969        | 1973           |
| R33800   | sufentanil citrato    | Sufenta           | 1974        | 1979           |
| R33812   | domperidona           | Motilium          | 1974        | 1978           |
| R35443   | oxatomida             | Tinset            | 1975        | 1981           |
| R39209   | alfentanil            | Rapifen           | 1976/       | 1983           |
| R43512   | astemizol             | Hismanal          | 1977        | 1983           |
| R50547   | levocabastina         | Livostin          | 1979        | 1989           |
| R51211   | itraconazol           | Sporanox          | 1980        | 1986           |
| R51619   | cisaprida             | Prepulsid         | 1980        | 1989           |
| R64766   | risperidona           | Risperdal         | 1984        | 1993           |

Cinco drogas da Janssen Farmacêutica, no decorrer do tempo, foram incluídas na lista de medicamentos essenciais da Organização Mundial da Saúde: Haldol (haloperidol), Ergamisol (levamisol), Daktarin (miconazol), Vermox (mebendazol) e Nizoral (ketoconazol) (até 2005). 
Nota: veja a lista mais recente para download aqui.